# HMAS Hobart (D63)
Pour les articles homonymes, voir D63.
Pour les autres navires du même nom, voir HMAS Hobart.
Le HMAS Hobart (D63) est un croiseur léger de classe Leander. Lancé sous le nom de HMS Apollo en 1934 par Royal Navy, il sert deux ans en son sein avant d'être transféré à la Royal Australian Navy et renommé en HMAS Hobart.

### Ouvrages
- (en) John Bastock, Australia's ships of war, Sydney, Angus and Robertson Publishers, 1975, 414 p. (ISBN 978-0-207-12927-8).
- (en) N. J. M. Campbell, Naval weapons of World War Two, Annapolis, Md, Naval Institute Press, 1985 (réimpr. 2002), 403 p. (ISBN 978-0-870-21459-2, OCLC 51995246).
- (en) Vic Cassells, The Capital Ships : their battles and their badges, East Roseville, NSW, Simon & Schuster, coll. « Australia's naval heritage » (no 1), 2000, 221 p. (ISBN 978-0-731-80941-7, OCLC 48761594).
- (en) Hector Donohue, From empire defence to the long haul : post-war defence policy and its impact on naval force structure planning, 1945-1955, Canberra, Australia, Maritime Studies Program, Dept. of Defence (Navy, coll. « Papers in Australian maritime affairs » (no 1), 1996, 192 p. (ISBN 978-0-642-25907-3, OCLC 36817771).
- (en) Tom Frame, HMAS Sydney : Loss and Controversy, Rydalmere, NSW, Hodder & Stoughton, 1993 (ISBN 0-340-58468-8, OCLC 32234178).
- (en) George Hermon Gill, Royal Australian Navy, 1942–1945, Canberra, Australian War Memorial, 1968 (OCLC 65475, lire en ligne).
- (en) Lenton, H.T. et Colledge, J.J, British and Dominion Warships of World War Two, Doubleday and Company, 1968.

### Ressources numériques
- (en) « HMAS Hobart (I) », sur navy.gov.au, Sea Power Centre, Royal Australian Navy (consulté le 20 novembre 2016).
- (en) R.G. Parker, « The Torpedoing of HMAS Hobart 1942 », Naval Historical Review,‎ décembre 1978 (lire en ligne, consulté le 20 novembre 2016).